# Sheridan (Wyoming)
Sheridan ist eine Stadt in Sheridan County und liegt im Bundesstaat Wyoming in den USA. Das U.S. Census Bureau hat bei der Volkszählung 2020 eine Einwohnerzahl von 18.737 ermittelt.

## Geographie
Die Stadt befindet sich am Rand des Bighorn National Forest, 150 Kilometer östlich von Billings und ca. 220 Kilometer nördlich von Casper sowie direkt am Interstate-90-Highway. Etwa 12 km westlich befindet sich die historische Jagdstätte Big Goose Creek Buffalo Jump.

## Geschichte
Der Name der Stadt geht auf Generalmajor Philip Sheridan zurück, der im Amerikanischen Bürgerkrieg in der Gegend kämpfte und später zahlreiche Konflikte mit den Indianern austrug. Nachdem Ende des 19. Jahrhunderts eine Eisenbahnlinie durch das Gebiet führte, siedelten sich zahlreiche Menschen an. Die ersten Industrien, die in der Region aufkeimten umfassten Kohleminen, Mühlen, Brauereien sowie Rinderfarmen. Im Jahr 1900 lebten 5122 Menschen in Sheridan.
Auch heute ist die Förderung von Kohle noch ein wichtiger Industriezweig. Daneben werden zunehmend touristische Aktivitäten entwickelt, u. a. Trekkingtouren in die Bighorn Mountains oder zum Bozeman Trail sowie die Ausrichtung von Rodeos. Im Winter werden zahlreiche Wintersportaktivitäten geboten, beispielsweise Snowmobiltouren.
Sheridan wird auch in einigen Winnetoubüchern und -CDs erwähnt. (Gilt nicht für „Der Schatz im Silbersee“; dort ist Sheridan in Kansas gemeint – ob dies generell gilt, wäre zu prüfen.)

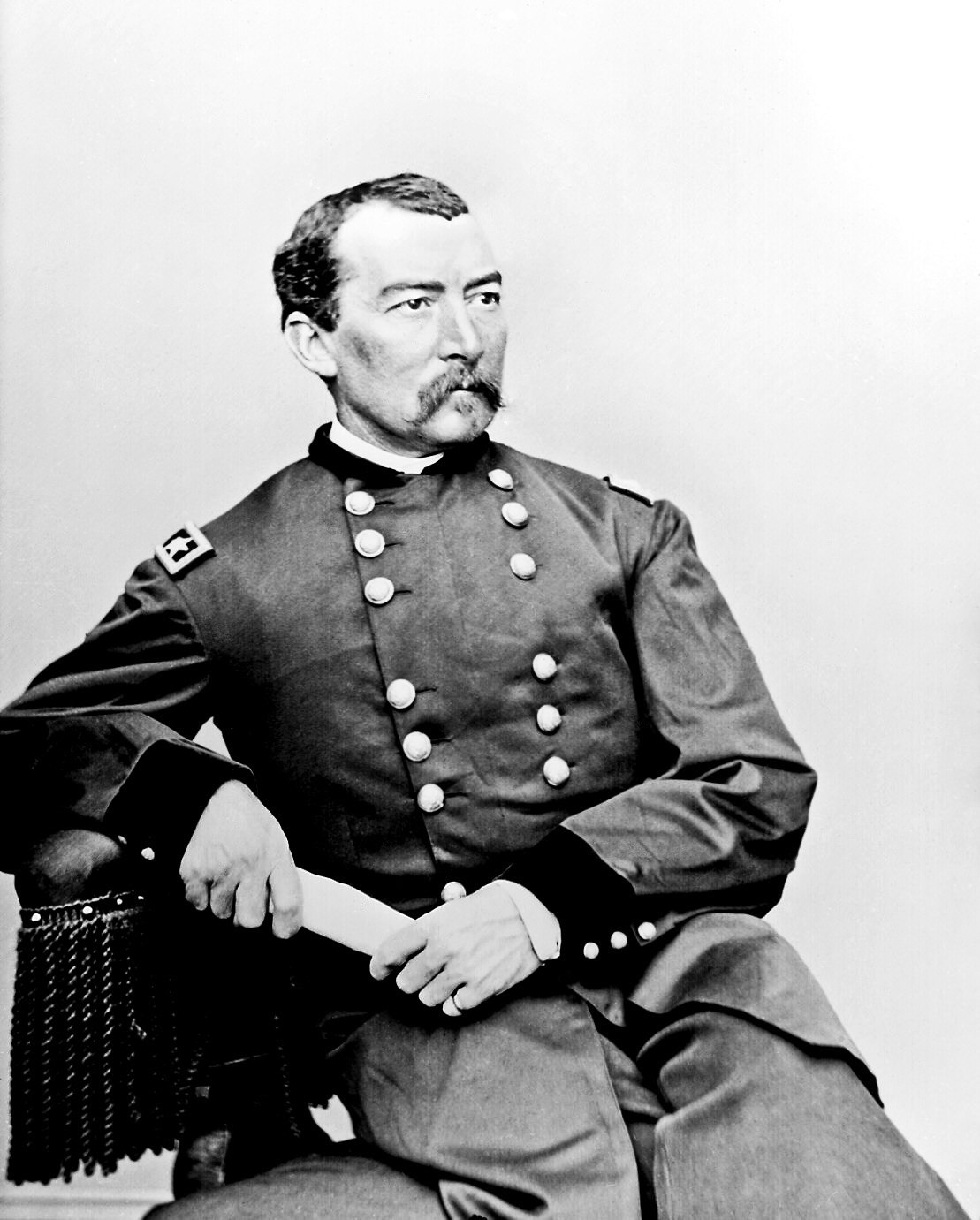
Philip Sheridan

## Demographie
Laut der Volkszählung 2010 verteilten sich die 17.444 Einwohner auf 7.680 Haushalte. Die Bevölkerungsdichte lag bei 792,9 Einw./km². 94,9 % bezeichneten sich als Weiße, 0,4 % als Afroamerikaner, 1,0 % als Indianer, 0,9 % als Asian Americans, 0,9 % gaben die Angehörigkeit zu einer anderen Ethnie und 1,8 % zu mehreren Ethnien an. 4,3 % der Bevölkerung bestand aus Hispanics oder Latinos.
Im Jahr 2010 lebten in 26,9 % aller Haushalte Kinder unter 18 Jahren sowie 26,2 % aller Haushalte Personen mit mindestens 65 Jahren. 55,9 % der Haushalte waren Familienhaushalte (bestehend aus verheirateten Paaren mit oder ohne Nachkommen bzw. einem Elternteil mit Nachkommen). Die durchschnittliche Größe eines Haushalts lag bei 2,17 Personen und die durchschnittliche Familiengröße bei 2,86 Personen.
24,9 % der Bevölkerung waren jünger als 20 Jahre, 26,2 % waren 20 bis 39 Jahre alt, 27,1 % waren 40 bis 59 Jahre alt und 21,8 % waren mindestens 60 Jahre alt. Das mittlere Alter betrug 39,2 Jahre. 49,6 % der Bevölkerung waren männlich und 50,4 % weiblich.
Das durchschnittliche Jahreseinkommen lag bei 45.036 $, dabei lebten 11,2 % der Bevölkerung unter der Armutsgrenze.

## Persönlichkeiten
- James Lee Anderson (* 1948), Politiker